# Antsiranana
Antsiranana, também chamada Diego Suarez ou Diogo Soares, é uma cidade do Norte de Madagáscar.
Ela é a capital da região de Diana. Ela tem o 3° porto de Madagáscar e um aeroporto internacional. Em 2014, contava com 125 103 habitantes.